# Crotalaria pleiophylla
Crotalaria pleiophylla är en ärtväxtart som beskrevs av Roger Marcus Polhill. Crotalaria pleiophylla ingår i släktet sunnhampor, och familjen ärtväxter. Inga underarter finns listade i Catalogue of Life.